# Lohne (Oldenburg)
Lohne (Oldenburg) – miasto w Niemczech, w kraju związkowym Dolna Saksonia, w powiecie Vechta. Miasto liczy ok. 25,7 tys. mieszkańców.

## Dzielnice
| - Bokern - Märschendorf - Kroge-Ehrendorf - Nordlohne - Südlohne - Moorkamp | - Zerhusen - Brettberg - Rießel - Hopen - Brägel - Mühlenkamp | - Hamberg - Lohnerwiesen - Brockdorf - Schellohne - Wichel - Lerchental | - Meyerfelde - Voßberg - Vulhop - Zentrum |

## Współpraca
- Międzylesie, Polska
- Rixheim, Francja